# Мохамед Ель-Буаззаті
Мохамед Ель-Буаззаті (араб. محمد البوعزاتي, нім. Mohamed El-Bouazzati, нар. 9 січня 1997, Надор) — німецько-марокканський футболіст, центральний захисник.

## Клубна кар'єра
Мохамед Ель-Буаззаті розпочав займатись футболом в клубу «Гердер» і перейшов у 2006 році в академію «Боруссії» (Дортмунд), де був капітаном в молодіжних командах клубу.
У 2014 році він підписав контракт на два роки з другою командою «Боруссії».
На сезону 2016/17 перейшов на правах оренди в клуб Третьої  німецької ліги «Оснабрюк». На його рахунку 13 матчів у першій команді Оснабрюка, а також 4 матчі в дублюючому складі.
30 січня 2018 року уклав контракт з українським клубом «Зоря» (Луганськ) за системою 2+1, але вже наприкінці серпня угода була розірвана за обопільною згодою.

## Збірна
2013 року виступав за юнацьку збірну Марокко, з якою зайняв четверте місце на юнацькому (U-17) чемпіонаті Африки та кваліфікувався на юнацький чемпіонат світу в ОАЕ, в якому також взяв участь.

## Особисте життя
Ель-Буаззаті народився в місті Надор, Марокко і у віці семи років переїхав з батьками в Німеччину.